# Pro Volleyball Federation 2024
La Pro Volleyball Federation 2024, 1ª edizione della Pro Volleyball Federation, si è svolta dal 24 gennaio al 18 maggio 2024: al torneo hanno partecipato 7 franchigie statunitensi e la vittoria finale è andata per la prima volta alle Omaha Supernovas.

## Regolamento
Le squadre hanno disputato un girone all'italiana, sfidando ogni avversaria quattro volte, per un totale di 24 incontri; al termine della regular season:
- Le prime quattro classificate hanno avuto accesso alla Final 4, disputando semifinali e finale in gara unica.

### Criteri di classifica
L'ordine del posizionamento in classifica è stato definito in base a:
- Ratio delle partite vinte/perse;
- Ratio dei set vinti/persi;
- Ratio dei punti realizzati/subiti.

## Squadre partecipanti
La campionato di Pro Volleyball Federation 2024 partecipano 7 franchigie.
| Club              | Stagione | Città        | Impianto                 | Stagione precedente |
| ----------------- | -------- | ------------ | ------------------------ | ------------------- |
| Atlanta Vibe      | dettagli | Atlanta      | Gas South Arena          | -                   |
| Columbus Fury     | dettagli | Columbus     | Nationwide Arena         | -                   |
| Grand Rapids Rise | dettagli | Grand Rapids | Van Andel Arena          | -                   |
| Omaha Supernovas  | dettagli | Omaha        | CHI Health Center Omaha  | -                   |
| Orlando Valkyries | dettagli | Orlando      | Addition Financial Arena | -                   |
| San Diego Mojo    | dettagli | San Diego    | Viejas Arena             | -                   |
| Vegas Thrill      | dettagli | Las Vegas    | Dollar Loan Center       | -                   |

## Torneo

### Regular season

#### Risultati
| Risultati Regular season |                                       |     |                                   |
|                          |                                       |     |                                   |
| 24-01                    | Omaha Supernovas - Atlanta Vibe       | 2-3 | 24-26, 23-25, 25-17, 25-19, 13-15 |
| 25-01                    | Grand Rapids Rise - Columbus Fury     | 3-0 | 25-17, 25-23, 25-19               |
| 26-01                    | Orlando Valkyries - Atlanta Vibe      | 2-3 | 25-20, 25-27, 25-27, 25-16, 12-15 |
| 01-02                    | Atlanta Vibe - San Diego Mojo         | 3-0 | 25-17, 25-15, 25-16               |
| 03-02                    | Omaha Supernovas - San Diego Mojo     | 3-0 | 25-17, 25-18, 25-22               |
| 07-02                    | Omaha Supernovas - Vegas Thrill       | 2-3 | 25-19, 23-25, 20-25, 25-18, 12-15 |
| 09-02                    | Atlanta Vibe - Grand Rapids Rise      | 1-3 | 20-25, 25-21, 22-25, 22-25        |
| 10-02                    | Orlando Valkyries - Vegas Thrill      | 3-1 | 25-23, 25-10, 23-25, 25-21        |
| 12-02                    | Grand Rapids Rise - Omaha Supernovas  | 1-3 | 25-21, 31-33, 28-30, 21-25        |
| 12-02                    | Atlanta Vibe - Orlando Valkyries      | 3-2 | 25-21, 19-25, 25-21, 22-25, 17-15 |
| 15-02                    | Vegas Thrill - Omaha Supernovas       | 1-3 | 15-25, 26-24, 25-22, 25-19        |
| 16-02                    | Orlando Valkyries - Columbus Fury     | 3-1 | 25-27, 25-22, 25-20, 25-11        |
| 18-02                    | Omaha Supernovas - Orlando Valkyries  | 3-1 | 25-13, 25-21, 21-25, 25-20        |
| 18-02                    | Grand Rapids Rise - Atlanta Vibe      | 3-2 | 25-19, 25-18, 23-25, 23-25, 15-11 |
| 19-02                    | Vegas Thrill - San Diego Mojo         | 3-0 | 25-16, 25-15, 25-21               |
| 21-02                    | Columbus Fury - Omaha Supernovas      | 3-1 | 25-12, 25-21, 23-25, 25-23        |
| 22-02                    | Vegas Thrill - Orlando Valkyries      | 1-3 | 23-25, 18-25, 25-20, 28-30        |
| 23-02                    | San Diego Mojo - Grand Rapids Rise    | 3-1 | 36-34, 25-27, 25-23, 25-23        |
| 24-02                    | Vegas Thrill - Columbus Fury          | 0-3 | 24-26, 23-25, 20-25               |
| 25-02                    | Orlando Valkyries - Omaha Supernovas  | 1-3 | 28-30, 25-17, 23-25, 18-25        |
| 26-02                    | Columbus Fury - Vegas Thrill          | 3-1 | 25-23, 22-25, 25-21, 25-23        |
| 29-02                    | Atlanta Vibe - Omaha Supernovas       | 0-3 | 22-25, 20-25, 22-25               |
| 29-02                    | San Diego Mojo - Vegas Thrill         | 2-3 | 23-25, 20-25, 25-19, 29-27, 11-15 |
| 01-03                    | Orlando Valkyries - Grand Rapids Rise | 3-1 | 25-20, 21-25, 32-30, 27-25        |
| 02-03                    | San Diego Mojo - Atlanta Vibe         | 0-3 | 24-26, 20-25, 23-25               |
| 03-03                    | Orlando Valkyries - Columbus Fury     | 2-3 | 17-25, 25-21, 28-30, 25-21, 15-17 |
| 04-03                    | Vegas Thrill - Atlanta Vibe           | 0-3 | 16-25, 18-25, 24-26               |
| 04-03                    | San Diego Mojo - Grand Rapids Rise    | 3-2 | 16-25, 25-19, 25-17, 22-25, 15-9  |
| 09-03                    | Grand Rapids Rise - Columbus Fury     | 3-1 | 25-15, 16-25, 25-17, 25-23        |
| 09-03                    | Atlanta Vibe - Vegas Thrill           | 3-1 | 25-16, 22-25, 25-23, 25-20        |
| 09-03                    | Orlando Valkyries - Omaha Supernovas  | 2-3 | 19-25, 25-17, 18-25, 25-18, 6-15  |
| 11-03                    | Columbus Fury - Vegas Thrill          | 1-3 | 25-21, 26-28, 17-25, 16-25        |
| 11-03                    | San Diego Mojo - Orlando Valkyries    | 2-3 | 25-19, 20-25, 25-23, 21-25, 12-15 |
| 14-03                    | Omaha Supernovas - Atlanta Vibe       | 1-3 | 20-25, 25-15, 21-25, 12-25        |
| 16-03                    | Omaha Supernovas - Orlando Valkyries  | 3-1 | 25-23, 22-25, 25-22, 25-20        |
| 17-03                    | Grand Rapids Rise - Vegas Thrill      | 2-3 | 25-21, 25-21, 21-25, 16-25, 12-15 |
| 20-03                    | Columbus Fury - Grand Rapids Rise     | 1-3 | 20-25, 18-25, 25-19, 30-32        |
| 21-03                    | Atlanta Vibe - Orlando Valkyries      | 3-0 | 25-17, 25-13, 25-20               |
| 24-03                    | Columbus Fury - Atlanta Vibe          | 3-1 | 25-22, 27-29, 25-21, 25-23        |
| 24-03                    | Vegas Thrill - San Diego Mojo         | 0-3 | 21-25, 23-25, 16-25               |
| 26-03                    | Vegas Thrill - Grand Rapids Rise      | 1-3 | 22-25, 26-24, 17-25, 28-30        |
| 27-03                    | Atlanta Vibe - Columbus Fury          | 3-0 | 25-16, 25-15, 25-17               |

| Risultati regular season |                                       |     |                                   |
|                          |                                       |     |                                   |
| 28-03                    | Omaha Supernovas - Grand Rapids Rise  | 3-1 | 27-25, 20-25, 30-28, 25-22        |
| 29-03                    | Columbus Fury - Orlando Valkyries     | 0-3 | 19-25, 15-25, 17-25               |
| 30-03                    | Omaha Supernovas - Vegas Thrill       | 3-0 | 25-19, 25-17, 25-21               |
| 30-03                    | Atlanta Vibe - San Diego Mojo         | 3-0 | 25-15, 25-17, 25-21               |
| 01-04                    | Grand Rapids Rise - Atlanta Vibe      | 1-3 | 23-25, 10-25, 25-18, 23-25        |
| 02-04                    | San Diego Mojo - Omaha Supernovas     | 3-1 | 20-25, 25-21, 25-23, 25-22        |
| 04-04                    | Omaha Supernovas - Columbus Fury      | 3-1 | 25-20, 25-22, 21-25, 25-22        |
| 06-04                    | Grand Rapids Rise - Orlando Valkyries | 2-3 | 18-25, 25-21, 21-25, 25-19, 9-15  |
| 07-04                    | San Diego Mojo - Columbus Fury        | 3-1 | 23-25, 25-19, 25-22, 25-23        |
| 08-04                    | Vegas Thrill - Atlanta Vibe           | 0-3 | 21-25, 18-25, 23-25               |
| 10-04                    | San Diego Mojo - Atlanta Vibe         | 0-3 | 17-25, 19-25, 13-25               |
| 11-04                    | Orlando Valkyries - Grand Rapids Rise | 0-3 | 23-25, 21-25, 22-25               |
| 12-04                    | Columbus Fury - San Diego Mojo        | 2-3 | 25-21, 23-25, 19-25, 25-23, 10-15 |
| 13-04                    | Grand Rapids Rise - Vegas Thrill      | 3-2 | 25-23, 25-21, 21-25, 22-25, 15-9  |
| 13-04                    | Atlanta Vibe - Omaha Supernovas       | 3-1 | 25-17, 21-25, 25-16, 25-18        |
| 14-04                    | Orlando Valkyries - San Diego Mojo    | 2-3 | 23-25, 25-21, 19-25, 25-21, 16-18 |
| 16-04                    | Atlanta Vibe - Grand Rapids Rise      | 3-1 | 23-25, 25-22, 25-22, 25-15        |
| 17-04                    | Vegas Thrill - Columbus Fury          | 3-0 | 25-18, 25-23, 25-18               |
| 18-04                    | Grand Rapids Rise - Orlando Valkyries | 3-1 | 25-14, 17-25, 25-20, 25-13        |
| 19-04                    | Columbus Fury - Atlanta Vibe          | 3-1 | 23-25, 25-20, 25-22, 25-21        |
| 20-04                    | Omaha Supernovas - San Diego Mojo     | 3-2 | 25-23, 21-25, 25-20, 23-25, 15-12 |
| 20-04                    | Vegas Thrill - Grand Rapids Rise      | 1-3 | 23-25, 20-25, 25-23, 22-25        |
| 21-04                    | Orlando Valkyries - Atlanta Vibe      | 1-3 | 22-25, 20-25, 25-23, 17-25        |
| 23-04                    | San Diego Mojo - Omaha Supernovas     | 3-2 | 19-25, 25-17, 25-22, 21-25, 15-8  |
| 26-04                    | Columbus Fury - Orlando Valkyries     | 3-1 | 22-25, 26-24, 25-12, 25-15        |
| 26-04                    | Omaha Supernovas - Grand Rapids Rise  | 3-2 | 25-22, 23-25, 25-20, 16-25, 15-7  |
| 26-04                    | San Diego Mojo - Vegas Thrill         | 2-3 | 21-25, 25-22, 17-25, 25-22, 13-15 |
| 28-04                    | Columbus Fury - Grand Rapids Rise     | 3-0 | 25-21, 25-15, 25-15               |
| 28-04                    | Atlanta Vibe - Vegas Thrill           | 3-0 | 25-17, 25-20, 25-20               |
| 29-04                    | San Diego Mojo - Orlando Valkyries    | 3-2 | 25-18, 19-25, 25-15, 18-25, 15-11 |
| 01-05                    | Vegas Thrill - Orlando Valkyries      | 3-2 | 24-26, 25-15, 22-25, 25-21, 15-12 |
| 02-05                    | Atlanta Vibe - Columbus Fury          | 3-0 | 25-21, 25-19, 25-18               |
| 04-05                    | Columbus Fury - Omaha Supernovas      | 1-3 | 26-24, 22-25, 18-25, 20-25        |
| 04-05                    | Grand Rapids Rise - San Diego Mojo    | 1-3 | 25-22, 18-25, 25-27, 15-25        |
| 05-05                    | Grand Rapids Rise - San Diego Mojo    | 3-0 | 25-23, 25-18, 25-16               |
| 06-05                    | Vegas Thrill - Omaha Supernovas       | 0-3 | 16-25, 23-25, 16-25               |
| 07-05                    | San Diego Mojo - Columbus Fury        | 3-1 | 25-22, 25-21, 19-25, 25-21        |
| 09-05                    | Orlando Valkyries - San Diego Mojo    | 2-3 | 25-23, 17-25, 25-20, 20-25, 6-15  |
| 09-05                    | Omaha Supernovas - Columbus Fury      | 3-0 | 27-25, 25-23, 25-21               |
| 11-05                    | Orlando Valkyries - Vegas Thrill      | 3-0 | 26-24, 25-18, 25-15               |
| 11-05                    | Columbus Fury - San Diego Mojo        | 1-3 | 25-22, 20-25, 22-25, 29-31        |
| 12-05                    | Grand Rapids Rise - Omaha Supernovas  | 3-2 | 25-16, 23-25, 23-25, 26-24, 15-10 |

#### Classifica
| Pos. | Squadra           | Pt    | G  | V  | P  | SV | SP | Ratio | PF | PS | Ratio |
| ---- | ----------------- | ----- | -- | -- | -- | -- | -- | ----- | -- | -- | ----- |
| 1    | Atlanta Vibe      | 0,792 | 24 | 19 | 5  | 62 | 27 |       |    |    |       |
| 2    | Omaha Supernovas  | 0,667 | 24 | 16 | 8  | 60 | 38 |       |    |    |       |
| 3    | San Diego Mojo    | 0,542 | 24 | 13 | 11 | 47 | 51 |       |    |    |       |
| 4    | Grand Rapids Rise | 0,500 | 24 | 12 | 12 | 51 | 48 |       |    |    |       |
| 5    | Columbus Fury     | 0,333 | 24 | 8  | 16 | 35 | 55 |       |    |    |       |
| 6    | Orlando Valkyries | 0,333 | 24 | 8  | 16 | 46 | 56 |       |    |    |       |
| 7    | Vegas Thrill      | 0,333 | 24 | 8  | 16 | 33 | 59 |       |    |    |       |

      Qualificata alle semifinali play-off scudetto.

### Play-off scudetto

#### Tabellone
|  | Semifinali | Semifinali        | Semifinali |                  |   | Finale            | Finale | Finale |  |
|  |            |                   |            |                  |   |                   |        |        |  |
|  | 1          | Atlanta Vibe      | 2          |                  |   |                   |        |        |  |
|  | 1          | Atlanta Vibe      | 2          |                  |   |                   |        |        |  |
|  | 4          | Grand Rapids Rise | 3          |                  |   |                   |        |        |  |
|  | 4          | Grand Rapids Rise | 3          |                  | 4 | Grand Rapids Rise | 0      |        |  |
|  |            |                   |            |                  | 4 | Grand Rapids Rise | 0      |        |  |
|  |            |                   | 2          | Omaha Supernovas | 3 |                   |        |        |  |
|  | 2          | Omaha Supernovas  | 2          | Omaha Supernovas | 3 | 3                 |        |        |  |
|  | 2          | Omaha Supernovas  |            |                  |   |                   |        |        |  |
|  | 3          | San Diego Mojo    | 2          |                  |   |                   |        |        |  |

#### Risultati

##### Semifinali
| \| Gara unica \| \| \| \| \| \| \| \| \| \| 15-05 \| Atlanta Vibe - Grand Rapids Rise \| 2-3 \| 20-25, 25-19, 20-25, 25-23, 8-15 \| \| 15-05 \| Omaha Supernovas - San Diego Mojo \| 3-2 \| 20-25, 16-25, 25-18, 25-8, 15-11 \| |                                   |     |                                  |
| Gara unica |                                   |     |                                  |
| |                                   |     |                                  |
| 15-05 | Atlanta Vibe - Grand Rapids Rise  | 2-3 | 20-25, 25-19, 20-25, 25-23, 8-15 |
| 15-05 | Omaha Supernovas - San Diego Mojo | 3-2 | 20-25, 16-25, 25-18, 25-8, 15-11 |

##### Finale
| \| Gara unica \| \| \| \| \| \| \| \| \| \| 18-05 \| Grand Rapids Rise - Omaha Supernovas \| 0-3 \| 13-25, 24-26, 22-25 \| |                                      |     |                     |
| Gara unica |                                      |     |                     |
| |                                      |     |                     |
| 18-05 | Grand Rapids Rise - Omaha Supernovas | 0-3 | 13-25, 24-26, 22-25 |

## Premi individuali
| Premio                   | Nome                | Squadra           |
| ------------------------ | ------------------- | ----------------- |
| MVP                      | Leah Edmond         | Atlanta Vibe      |
| MVP dei play-off         | Sydney Hilley       | Omaha Supernovas  |
| Miglior palleggiatrice   | Nootsara Tomkom     | San Diego Mojo    |
| Miglior opposto          | Emilija Nikolova    | Grand Rapids Rise |
| Miglior schiacciatrice   | Leah Edmond         | Atlanta Vibe      |
| Miglior centrale         | Kazmiere Brown      | Orlando Valkyries |
| Miglior libero           | Morgan Hentz        | Atlanta Vibe      |
| Rising star              | Reagan Cooper       | Columbus Fury     |
| Giocatrice d'ispirazione | Alisha Glass        | Vegas Thrill      |
| Miglior allenatore       | Tayyiba Haneef      | San Diego Mojo    |
| All-PVF First Team       | Leah Edmond         | Atlanta Vibe      |
| All-PVF First Team       | Morgan Hentz        | Atlanta Vibe      |
| All-PVF First Team       | Anna Lazareva       | Atlanta Vibe      |
| All-PVF First Team       | Claire Chaussee     | Grand Rapids Rise |
| All-PVF First Team       | Emilija Nikolova    | Grand Rapids Rise |
| All-PVF First Team       | Bethania de la Cruz | Omaha Supernovas  |
| All-PVF First Team       | Brooke Nuneviller   | Omaha Supernovas  |
| All-PVF Second Team      | Marlie Monserez     | Atlanta Vibe      |
| All-PVF Second Team      | Reagan Cooper       | Columbus Fury     |
| All-PVF Second Team      | Hristina Ruseva     | Omaha Supernovas  |
| All-PVF Second Team      | Kazmiere Brown      | Orlando Valkyries |
| All-PVF Second Team      | Ronika Stone        | San Diego Mojo    |
| All-PVF Second Team      | Nootsara Tomkom     | San Diego Mojo    |
| All-PVF Second Team      | Alisha Glass        | Vegas Thrill      |

## Statistiche
| Rendimento individuale | Rendimento individuale | Rendimento individuale | Rendimento individuale |
| Pos.                   | Nome                   | Punti                  | Squadra                |
| ---------------------- | ---------------------- | ---------------------- | ---------------------- |
| 1                      | Claire Chaussee        | 463                    | Grand Rapids Rise      |
| 2                      | Leah Edmond            | 453                    | Atlanta Vibe           |
| 3                      | Emilija Nikolova       | 444                    | Grand Rapids Rise      |
| 4                      | Temitayo Thomas-Ailara | 385                    | San Diego Mojo         |
| 5                      | Reagan Cooper          | 363                    | Columbus Fury          |
| 5                      | Adora Anae             | 363                    | Orlando Valkyries      |
| 7                      | Bethania de la Cruz    | 342                    | Omaha Supernovas       |
| 8                      | Brooke Nuneviller      | 336                    | Omaha Supernovas       |
| 9                      | Hannah Maddux          | 281                    | Vegas Thrill           |
| 10                     | Marin Grote            | 239                    | Grand Rapids Rise      |

| Attacchi vincenti | Attacchi vincenti      | Attacchi vincenti | Attacchi vincenti |
| Pos.              | Nome                   | Punti             | Squadra           |
| ----------------- | ---------------------- | ----------------- | ----------------- |
| 1                 | Claire Chaussee        | 429               | Grand Rapids Rise |
| 2                 | Emilija Nikolova       | 402               | Grand Rapids Rise |
| 3                 | Leah Edmond            | 394               | Atlanta Vibe      |
| 4                 | Temitayo Thomas-Ailara | 341               | San Diego Mojo    |
| 5                 | Reagan Cooper          | 339               | Columbus Fury     |
| 6                 | Adora Anae             | 311               | Orlando Valkyries |
| 7                 | Brooke Nuneviller      | 307               | Omaha Supernovas  |
| 8                 | Bethania de la Cruz    | 295               | Omaha Supernovas  |
| 9                 | Anna Lazareva          | 258               | Atlanta Vibe      |
| 10                | Jillian Gillen         | 240               | Orlando Valkyries |

| Muri vincenti | Muri vincenti       | Muri vincenti | Muri vincenti     |
| Pos.          | Nome                | Punti         | Squadra           |
| ------------- | ------------------- | ------------- | ----------------- |
| 1             | Hristina Ruseva     | 76            | Omaha Supernovas  |
| 2             | Marin Grote         | 69            | Grand Rapids Rise |
| 3             | Kazmiere Brown      | 68            | Orlando Valkyries |
| 4             | TeTori Dixon        | 67            | Omaha Supernovas  |
| 5             | Alison Bastianelli  | 63            | San Diego Mojo    |
| 6             | Ronika Stone        | 54            | San Diego Mojo    |
| 7             | Shelly Fanning      | 53            | Atlanta Vibe      |
| 8             | M'kaela White       | 50            | Orlando Valkyries |
| 9             | Magdaléna Jehlářová | 49            | Atlanta Vibe      |
| 10            | Leah Edmond         | 47            | Atlanta Vibe      |

| Battute vincenti | Battute vincenti       | Battute vincenti | Battute vincenti  |
| Pos.             | Nome                   | Punti            | Squadra           |
| ---------------- | ---------------------- | ---------------- | ----------------- |
| 1                | Bethania de la Cruz    | 35               | Omaha Supernovas  |
| 2                | Wilmarie Rivera        | 21               | Orlando Valkyries |
| 2                | Adora Anae             | 21               | Orlando Valkyries |
| 4                | Shelly Fanning         | 20               | Atlanta Vibe      |
| 5                | Marin Grote            | 17               | Grand Rapids Rise |
| 5                | Hannah Maddux          | 17               | Vegas Thrill      |
| 7                | Claire Chaussee        | 14               | Grand Rapids Rise |
| 7                | Ashley Evans           | 14               | Grand Rapids Rise |
| 9                | Temitayo Thomas-Ailara | 13               | San Diego Mojo    |
| 9                | Jillian Gillen         | 13               | Orlando Valkyries |